# با دست‌های پاک
با دست‌های پاک (رومانیایی: Cu mâinile curate) یک فیلم جنایی به کارگردانی سرجیو نیکلائسکو است که در سال ۱۹۷۲ منتشر شد.

## بازیگران
- سرجیو نیکلائسکو
- ایلاریون چوبانو
- جورجه کنستانتین
- گئورگه دینیکا
- اشتفان میهایلسکو-بریلا
- سباستیان پاپایانی
- کریستیان شوفرون
- کورینا کیریاک
- آیمئی یاکوبسکو
- الکساندرو دوبرسکو
- امانوئل پتروتس
- واسیله پوپا
- کورنلیو گاربئا
- دورین دِرون
- ژان لورین فلورسکو